# Newcastle-under-Lyme
Newcastle-under-Lyme is een plaats in het bestuurlijke gebied Newcastle-under-Lyme, in het Engelse graafschap Staffordshire. De plaats telt 75.125 inwoners (2011).

## Geboren in Newcastle-under-Lyme
- Vera Brittain (1893-1970), schrijfster, feministe en pacifiste
- Adrian Heath (1961), voetballer en voetbaltrainer

## Overleden
- Stanley Matthews (1915-2000), voetballer, Europees voetballer van het jaar (1956)
- Hortense Daman Clews (1926-2006), verzetsstrijdster